# Sant Pere d'Oceja
Sant Pere d'Osseja és l'església parroquial del poble i terme d'Oceja, a la comarca de l'Alta Cerdanya, a la Catalunya del Nord.
Està situada al nord del nucli vell de la població d'Oceja, a la Plaça de Sant Pere, al capdamunt del Carrer del Progrés.

## Història
La parròquia surt documentada a l'acta de consagració de la Seu d'Urgell, que es creia de finals del segle ix, però recentment s'ha situat a principis de l'XI. El bisbe d'Urgell, Guisad, l'any 947 donava la parròquia al monestir de Sant Pere de Rodes. Passà a dependre del monestir de Santa Maria de Lillet des de final del segle xii fins al segle xix. Al document de la seva consagració pel bisbe Pere de Puigvert, el 2 de novembre del 1219, es feu donació perpètua a l'església de la Pobla de Lillet (Arxiu diocesà d'Urgell).

## L'edifici

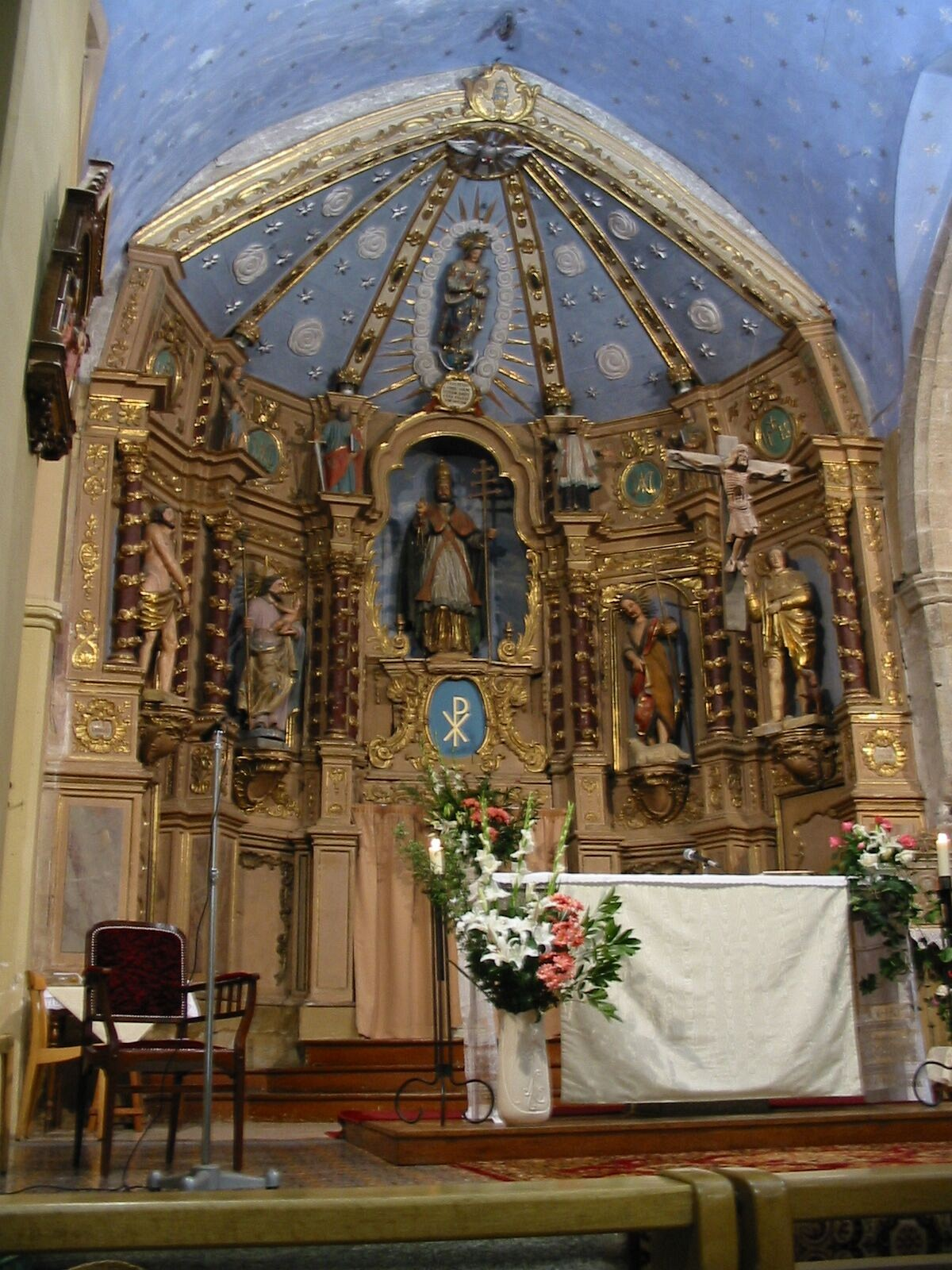
Altar

De l'edificació romànica només queda l'absis realitzat amb carreus de pedra granítica i pedra calcària. Sobre les primeres filades de la base n'hi ha una de grossos blocs granítics alternats amb altres fileres primes i gruixudes fins a arribar al nivell de la finestra centrada al mig del tambor amb dues arquivoltes, una sostinguda amb columnnetes amb capitell d'ornamentació vegetal esquemàtica.
La resta de l'edifici va ser construït sobre l'anterior romànic l'any 1894.